# Élégie
Pour les articles homonymes, voir Élégie (homonymie).

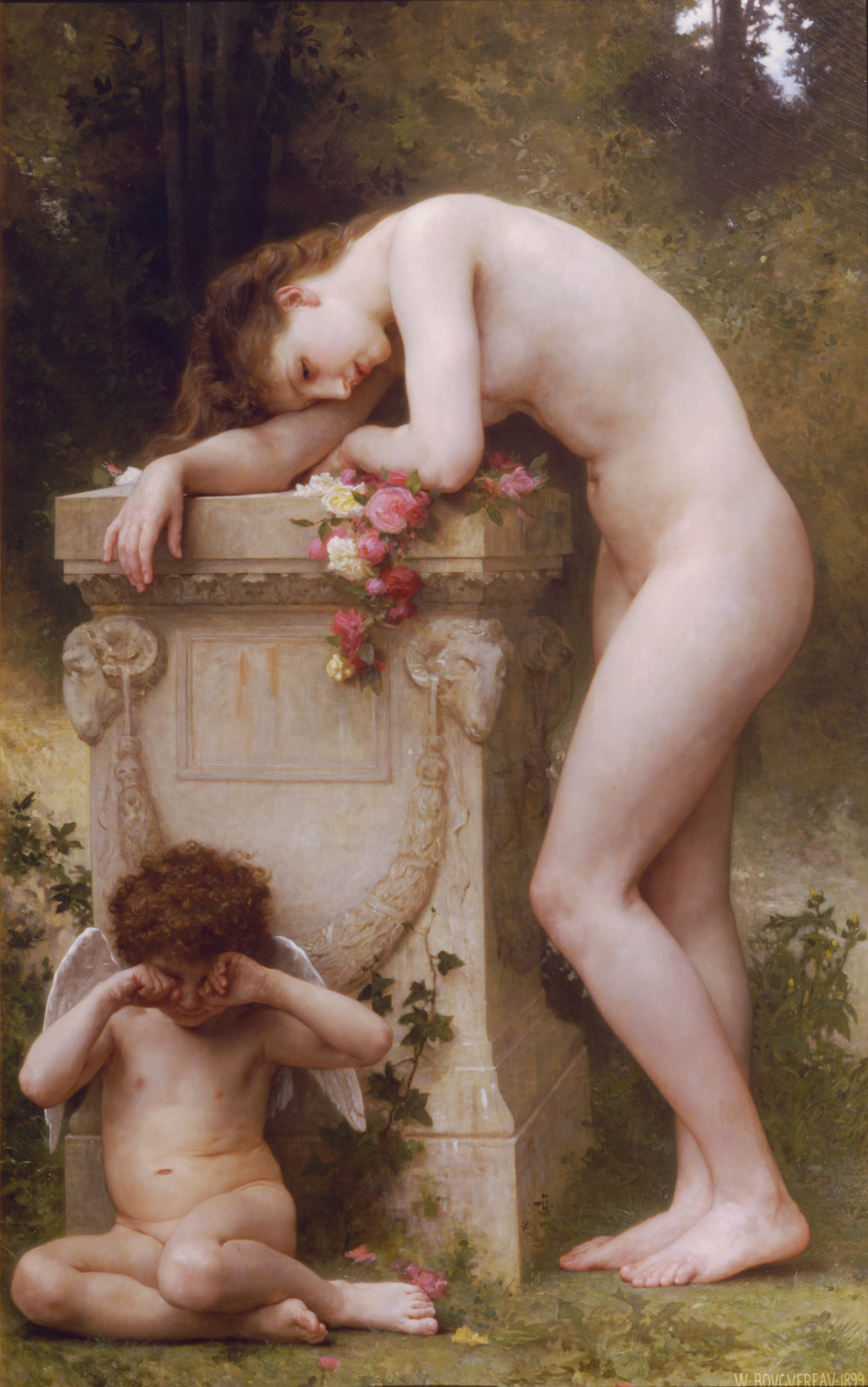
Élégie, par William Bouguereau (1899).

L’élégie (en grec ancien ἐλεγεία / elegeía, signifiant « chant triste ») fut une forme de poème dans l'Antiquité, avant de devenir un genre poétique à partir de la Renaissance.
Dans l’Antiquité, était appelé « élégie » tout poème alternant hexamètres et pentamètres en distiques : ce sont les vers élégiaques.
De nos jours, l’élégie est considérée comme un genre au sein de la poésie lyrique, en tant que poème de longueur et de forme variables caractérisé par un ton plaintif particulièrement adapté à l’évocation d’un mort ou à l’expression d’une souffrance due à un abandon ou à une absence.

## Perspective historique et morale

### L'élégie grecque
Une étymologie, très probablement fantaisiste, voit dans le mot élégie la racine leg-, qui signifie « dire », et le phonème [e], qui signifiait « hélas ». Quelle qu’en soit son origine, le distique élégiaque se compose d’un hexamètre dactylique et d’un pentamètre plus court. Ce mot vient de la Grèce antique, mais il veut dire, littéralement, « chant de deuil » ; c’était le chant qui accompagnait un type de sacrifice, celui du bouc. Néanmoins, les spécialistes ne se sont pas encore mis d’accord quant à la véritable étymologie de ce terme et au rapport qu’il peut y avoir entre ce sacrifice de bouc et le genre littéraire que nous connaissons.
En Grèce antique, l’élégie n’était pas un genre littéraire, mais une forme. Il n’y avait pas d’unité de thème, et le distique élégiaque n’était pas réservé à l’expression de la douleur ou du sentiment amoureux. Au contraire, l’élégie était utilisée pour traiter de thèmes très divers : la philosophie, la morale, la guerre, la politique. Les poètes Callinos, Tyrtée, Solon et Psappha, ont pratiqué l’élégie. Le point commun est l’impersonnalité, la subjectivité de l’auteur restant toujours en retrait, laissant la place au message. Il faut bien garder à l’esprit qu’à cette époque ce terme n’a pas son sens moderne.
Cependant, le poète Mimnerme, vers la fin du VIIe siècle av. J.-C., a recours au distique élégiaque pour exprimer des sentiments amoureux. Puis, au IIIe siècle av. J.-C., l’élégie hellénistique entrelace fables mythologiques et sentiments amoureux. Dans cette tradition amoureuse de l’élégie grecque, on trouve les poètes Callimaque de Cyrène et Philétas.
C’est avec l’élégie romaine que cette forme se spécialise dans le domaine amoureux.

### L'élégie romaine
Bien qu’à ses débuts, la structure métrique de l’élégie ne soit pas réservée à l’expression de la tristesse amoureuse, les poètes romains vont rendre plus humaines les émotions des héros mythiques, le personnage de l’amant permettant une identification personnelle. L’élégie est alors associée au thème de la passion amoureuse. En effet, les poètes élégiaques romains étaient dans leur majorité de jeunes gens nobles, qui lassés de leurs devoirs militaires, ont transposé ces valeurs guerrières dans l’amour, c’est ce qu’on a appelé la Militia Veneris ou Service de Vénus. S’il y a tristesse, écrit Ovide, ça n’est pas du fait de l’essence de l’élégie, mais parce que l’amour le plus souvent donne naissance à des sentiments malheureux.
L’élégie est l’occasion de donner naissance à une posture particulière de leurs auteurs : leur vision de l’amour s’accompagne d’une vision de la société, et de la position du poète, souvent en marge. L’amour élégiaque se place en marge des lois et de la convenance, particulièrement à l’époque augustéenne qui tente de revenir à un « nouvel ordre moral ». Les élégiaques n’ont pas toujours bonne réputation, d’autant plus qu’ils jouent avec l’autobiographie (même s’il ne faut pas voir dans les élégies un récit autobiographique, le je n’étant que conventionnel), peu appréciée à Rome. Avant d’être un genre littéraire, l’élégie romaine est donc un style, une façon de vivre, de penser et d’être, qui fait émerger un point de vue individuel.
C’est le poète grec Parthénios, arrivé à Rome comme esclave en 73 av. J.-C., qui importa le genre élégiaque. Catulle bientôt prit la relève, tout en donnant une orientation romaine à l’elegia.

#### Catulle
Il publie un recueil de poèmes en partie de métrique élégiaque ; l’inspiration érotique très nettement présente donne une première orientation à l’amour élégiaque.
Seuls les poèmes 65 à 116 sont composés en distiques élégiaques. La thématique de la passion prend deux formes : la figure d’Ariane abandonnée par Thésée (poème 64), et les amours de Catulle et de Lesbie. La dimension fictionnelle de cette évocation d’expériences personnelles est très importante, le poète jouant avec cette « confusion entre l’auteur et le narrateur ». Il s’agit d’un récit s’appuyant sur de nombreux lieux communs ou topoï (tel que la porte close qui fait obstacle à l’amant : le paraclausithyron), et non de la narration d’événements vécus. La question de la sincérité ne se pose pas au sens moderne. Cependant, on voit bien la naissance d’un je auteur et acteur du texte littéraire, et Catulle est le premier auteur latin à exposer publiquement son amour pour une femme.
Cette prise de position est provocatrice, et perçue comme blâmable par ses contemporains. En effet, la passion éprouvée pour une femme est dégradante, puisqu’elle fait de l’homme un esclave, servus et de la femme une domina — thème sur lequel Ovide reviendra. L’homme amoureux d’une femme est un personnage typique et ridicule des comédies de Plaute. Catulle insiste sur le désarroi amoureux, sur l’alternance de bonheur et de désespoir, sur la difficulté de la fidélité. L’amour est perçu comme une douleur, et au poème 76 il en vient à prier les dieux de l’en délivrer.
Catulle reste très inspiré par les modèles grecs, qu’il traduit, adapte et imite — à une époque où le concept de plagiat n’existe pas, et où imiter un écrivain est lui rendre hommage. Il assure la transition entre l’élégie hellénistique et l’élégie romaine.

#### Tibulle
Tibulle est le premier auteur élégiaque duquel nous avons une œuvre importante. Né entre 54 et 48 av. J.-C. et mort en 19 av. J.-C., il est originaire du Latium et a passé son enfance à la campagne. Il appartenait à une famille d’ordre équestre (classe sociale riche) bien que désargentée. Orphelin de père très jeune, il est élevé par sa mère et sa sœur. Tibulle a reçu une éducation soignée en langue grecque. En 32 av. J.-C. il se place sous la protection d’un grand personnage : Valerius Messala Coruinus (mécène entouré d’un cercle de gens de lettres). Tibulle rencontre à Rome une femme mariée (Plania) qu’il chante dans son recueil élégiaque sous le nom de Délia. En 31 av. J.-C., Tibulle doit, malgré ses réticences, accompagner Messala dans une campagne militaire en Orient. Mais son voyage est interrompu car il tombe malade.

#### Lygdamus
C'est l'un des auteurs du Corpus Tibullianum. Il pourrait être le frère aîné d'Ovide, mort à vingt et un ans.

#### Properce
Né à Assise en Ombrie vers 47 av. J.-C. et mort en 15 av. J.-C., c'est un poète latin (sous le règne d'Auguste), auteur d'élégies amoureuses dédiées à Cynthia. Sa famille était d'un rang proche de l'ordre équestre, et fut ruinée en 42 av. J.-C. Il étudia le droit à Rome, mais finit par y renoncer pour se consacrer à la poésie. Son premier ouvrage lui valut la protection de Mécène, homme politique et protecteur des arts qui prit également sous son aile Virgile et Horace). Il était l'ami du jeune Ovide et admirait Virgile. Mécène l'avait encouragé à écrire de la grande poésie nationale.
- Sur wikisource

### L'élégie au Moyen Âge
- Aneirin, barde britonnique (525-600), auteur probable d’un long poème en vieux gallois ou en cambrien appelé Y Gododdin.

### L'élégie à la Renaissance
- Renaissance
- Joachim du Bellay écrit de nombreux poèmes élégiaques, notamment dans Les Regrets.

### Postérité
Ce genre connu dans l’Antiquité se perpétue à toutes les époques de la poésie française. Un bon exemple de l’élégie romantique est le poème de Marceline Desbordes-Valmore Les Séparés (Poésies, 1821), dans lequel cette poétesse, qui a fait du ton élégiaque son mode d’écriture poétique de prédilection, mêle les deux genres d’élégies en associant la souffrance amoureuse due à un abandon à la douleur de deuil, la rupture amoureuse étant ressentie comme une mort de l'autre et surtout une mort à soi-même.
D’autres poètes romantiques écrivent des élégies sur le deuil, souvent des mères après la perte de leurs enfants, dont Marguerite Victoire Babois (Élégies sur la mort de ma fille âgée de cinq ans) ou Adélaïde Dufrénoy (sur les ruptures amoureuses : L’amour, élégie ou Au Luxembourg). Évariste de Parny épanche également ses sentiments après une rupture sentimentale. Lamartine, Alfred de Musset, Victor Hugo… même s’ils ne donnent pas à leurs poèmes le titre d’Élégie, font de même. Les poèmes dédiés par Hugo à sa fille chérie Léopoldine en sont un exemple émouvant.
Au XXe siècle, la poésie d’origine avant-gardiste retrouve le ton élégiaque, quand des poètes (des hommes) ont perdu une femme aimée : Pierre Jean Jouve avec Hélène (1936) de Matière céleste (1937), Henri Michaux avec Nous deux encore (1948), Jacques Roubaud avec Quelque chose noir (1986), Bernard Dufour avec Le Temps passe quand même (1997), Jean-Pierre Verheggen avec Gisella (2004), André Velter avec ses Poèmes pour Chantal Mauduit : Le Septième Sommet (1998) et L’amour extrême (2000). Après Tombeau de Monsieur Aragon (1983) et Mort de l'Aimé (1998), Jean Ristat écrit en 2017 Éloge funèbre de Monsieur Martinoty, poème dédié à un ami brutalement disparu et première partie de O vous qui dormez dans les étoiles enchaînés. En 2024 Paul Dirmeikis publie "là-bas..." un ensemble de 64 élégies en prose. Entre 1912 et 1922, le poète Rainer Maria Rilke écrit en allemand, lors de plusieurs séjours au château de Duino, près de Trieste, les Élégies de Duino qui sont restées célèbres.
Un autre exemple d'élégie du XXe siècle a connu une grande popularité grâce au cinéma : le poème Funeral Blues de W. H. Auden, lu par un des personnages du film Quatre Mariages et un enterrement, lors des funérailles de son ami.
En 2016, celui qui deviendra par la suite vice-président des États-Unis, JD Vance, publie Hillbilly Élégie, un roman autobiographique qui aura un grand succès dans son pays bien avant que son auteur ne devienne le colistier de Donald Trump.